# 大谷堆站
大谷堆站是位于云南省南华县龙川镇大谷堆村的一个铁路车站，有广大铁路经过该站，车站建于2000年。现仅办理货运，不办理客运业务，车站及其上下行区间均未电气化。车站距离广通站71公里，隶属昆明铁路局，是四等站。